# Roye (Górna Saona)
Roye – miejscowość i gmina we Francji, w regionie Burgundia-Franche-Comté, w departamencie Górna Saona.
Według danych na rok 1990 gminę zamieszkiwało 1176 osób, a gęstość zaludnienia wynosiła 113 osób/km² (wśród 1786 gmin Franche-Comté Roye plasuje się na 140. miejscu pod względem liczby ludności, natomiast pod względem powierzchni na miejscu 412.).